# Zoie Palmer
Zoie Palmer (Camborne, 20 ottobre 1977) è un'attrice canadese. Conosciuta soprattutto per aver interpretato Patsy Sewer in Instant Star (2006-2007) e Carly Greig in The Guard (2008-2009), due serie televisive molto seguite in Canada.

## Biografia
Britannica di nascita, Zoie Palmer ha studiato teatro alla York University di Toronto, in Canada, dove si è laureata. È apparsa in vari film e progetti televisivi, come il film per la televisione, acclamato dalla critica, The Reagans, e il vincitore di un Emmy, Out of the Ashes.
Zoie Palmer ha vinto il premio come migliore attrice protagonista al Baja California Film Festival per la sua interpretazione di Annabelle, una giovane donna che lotta contro il cancro nel drammatico Terminal Venus di Alexandre Franchi.
Nella primavera del 2011 torna a vestire i panni della dottoressa Lauren Lewis per le riprese dei nuovi episodi della seconda stagione della serie televisiva canadese Lost Girl.

## Filmografia

### Cinema
- Terminal Venus, regia di Alexandre Franchi - cortometraggio (2003)
- Bar Life, regia di Dawn Kuisma - cortometraggio (2003)
- Godsend - Il male è rinato (Godsend), regia di Nick Hamm (2004)
- Snapshots for Henry, regia di Teresa Hannigan - cortometraggio (2006)
- The Untitled Work of Paul Shepard, regia di Jeremy Lalonde (2010)
- Devil, regia di John Erick Dowdle (2010)
- Cold Blooded, regia di Jason Lapeyre (2012)
- Sex After Kids, regia di Jeremy LaLonde (2013)
- Patch Town, regia di Craig Goodwill (2014)
- Spiral - L'eredità di Saw (Spiral: From the Book of Saw), regia di Darren Lynn Bousman (2021)

### Televisione
- Odyssey 5 – serie TV, episodio 1x13 (2002)
- Attenzione: fantasmi in transito (The Scream Team), regia di Stuart Gillard - film TV (2002)
- Adventure Inc. – serie TV, episodio 1x10 (2003)
- Out of the Ashes, regia di Joseph Sargent - film TV (2003)
- The Reagans, regia di Robert Allan Ackerman - film TV (2003)
- Bliss – serie TV, episodio 3x04 (2004)
- Missing (1-800-Missing) – serie TV, episodio 2x11 (2004)
- Doc – serie TV, episodio 5x01 (2004)
- Devil's Perch, regia di Ron Murphy - film TV (2005)
- Martha Behind Bars, regia di Eric Bross - film TV (2005)
- Gospel of Deceit, regia di Timothy Bond - film TV (2006)
- Instant Star – serie TV, 12 episodi (2006-2007)
- Seeking Simone – serie TV (2009)
- The Guard – serie TV, 22 episodi (2008-2009)
- Bloodletting & Miraculous Cures – miniserie TV, episodio 1x05 (2010)
- I misteri di Murdoch (Murdoch Mysteries) – serie TV, episodio 3x03 (2010)
- Degrassi: The Next Generation – serie TV, episodio 10x38 (2011)
- King – serie TV, episodio 1x01 (2011)
- Nikita – serie TV, episodi 1x18-1x19 (2011)
- XIII (XIII: The Series) – serie TV, episodio 1x04 (2011)
- Call Me Fitz – serie TV, episodio 2x03 (2011)
- The Listener – serie TV, episodio 3x13 (2012)
- Flashpoint – serie TV, episodio 5x11 (2012)
- Al mio vero unico amore (Her Husband's Betrayal), regia di Ron Oliver - film TV (2013)
- Lost Girl – serie TV, 73 episodi (2010-2015)
- Real Detective – serie documentario TV, episodio 1x05 (2016)
- Dark Matter – serie TV, 39 episodi (2015-2017)
- Taken – serie TV, episodio 2x05 (2018)
- Ransom – serie TV, episodio 2x03 (2018)
- Wynonna Earp – serie TV, episodi 3x04-3x05 (2018)
- Pure – serie TV, 6 episodi (2019)
- Hudson & Rex – serie TV, episodio 1x12 (2019)
- Glass Houses, regia di Sarah Pellerin - film TV (2020)
- Jann – serie TV, 14 episodi (2019-2020)

## Riconoscimenti (parziale)
- Baja California Film Festival
  - Migliore attrice protagonista per Terminal Venus